# Gluta

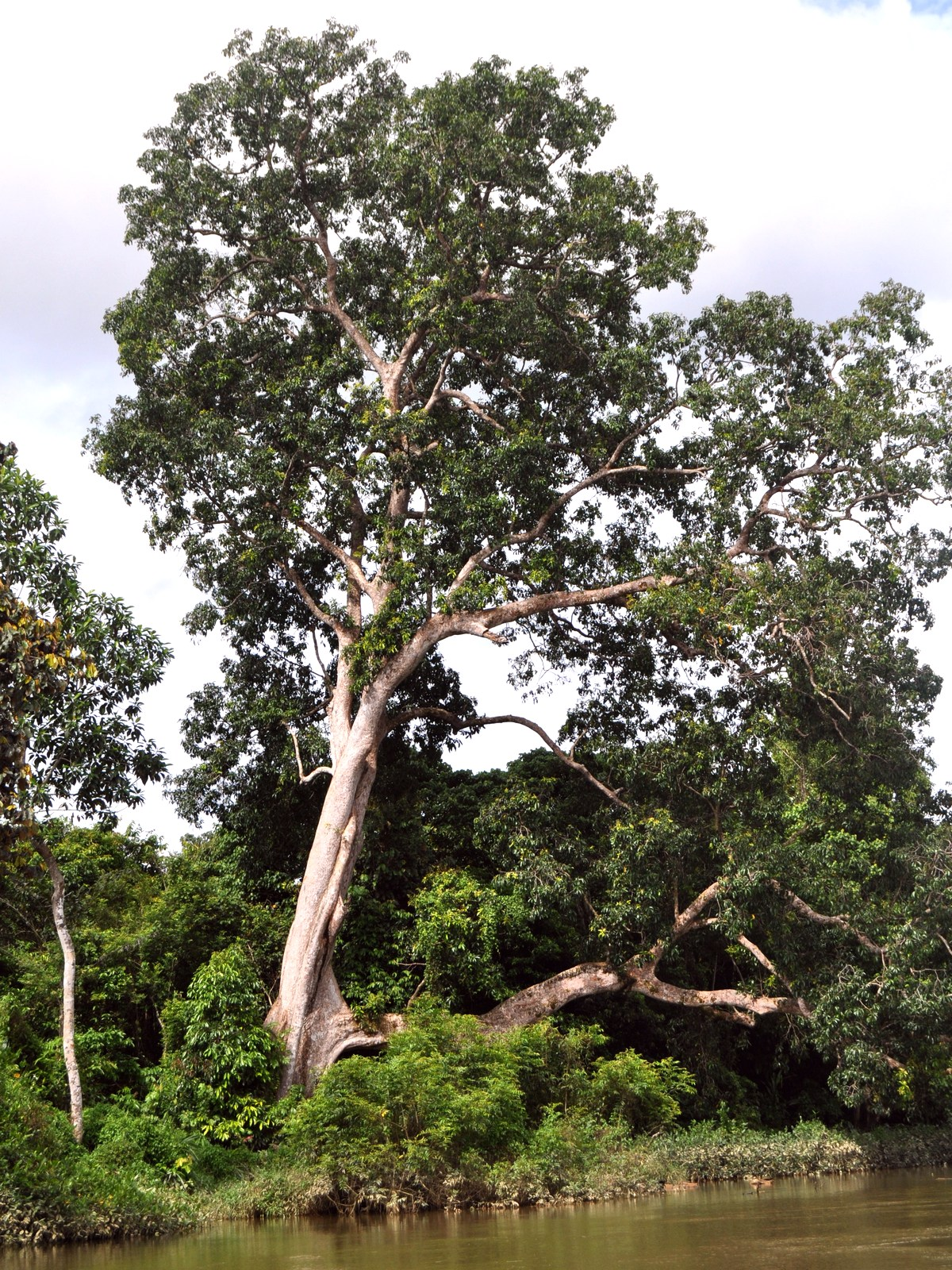
Gluta renghas

Gluta L. – rodzaj roślin z rodziny nanerczowatych (Anacardiaceae). Obejmuje 30–34 gatunki (w 2019 opisano kolejny gatunek nie ujęty w ww. źródłach). Jeden z nich (Gluta tourtour) jest endemitem Madagaskaru, a pozostałe rosną w Azji Południowo-Wschodniej od Indii na zachodzie, poprzez Półwysep Indochiński po Hajnan i Indonezję, sięgając na wschodzie po Nową Gwineę.
Rośliny te w soku mlecznym i żywicach zawierają działające silnie drażniąco na skórę pentadecylkatechole, heptadecylkatechole, stwierdzono u nich także z substancji toksycznych moreakol (G. usitata), thitsiol i renghol. Związki te powodują dermatozy w przypadku kontaktu i reakcje alergiczne w przypadku spożycia. Mimo to niektórzy przedstawiciele rodzaju mają duże znaczenie użytkowe. Surowca drzewnego dostarcza G. renghas (mimo że także kontakt z drewnem może powodować reakcje skórne). Z żywic G. laccifera i G. usitata wytwarza się lakiery. Żywice z drzew tego rodzaju używane są w Azji wschodniej i południowo-wschodniej do wyrobu trwałych i dekoracyjnych mebli oraz innych wyrobów z drewna (np. pudełek na biżuterię, waz, ram do obrazów, popielniczek). Dzięki tym żywicom drewno zyskuje większą odporność na działanie substancji chemicznych, wilgotność i wysoką temperaturę. Toksyny w nich zawarte wykazują jednak pewną aktywność nawet po wyschnięciu i przez wiele lat, powodując podrażnienia skóry u osób wrażliwych. Owoce G. renghas są jadane po upieczeniu.
W XIX wieku Antoni Waga zaproponował dla tego rodzaju polską nazwę „łuszczyn”, ale nie jest ona używana.

## Morfologia
PokrójDrzewa, w tym osiągające znaczne rozmiary, rzadziej okazałe krzewy.
LiścieSkrętoległe, czasem skupione na końcach pędów, zimozielone lub opadające w porze suchej. Siedzące lub ogonkowe, blaszka pojedyncza, całobrzega. Przylistków brak.
KwiatyZebrane są w wyrastające w kątach liści wiechy. Kwiaty są obupłciowe, osadzone na szypułkach członowanych lub nie. Działki kielicha są u nasady częściowo zrośnięte, otwierają się nieregularnie podczas rozkwitania. Opadają po przekwitnieniu. Płatków korony jest zwykle pięć, rzadziej inna liczba od czterech do ośmiu. Są białe, ale często też u nasady żółte lub czerwone, ewentualnie z czasem różowieją. Pręciki występują w liczbie 4, 5, 10 lub wielu (ponad 100), ich nitki są nagie lub owłosione. Pylniki otwierają się podłużnym pęknięciem. Zalążnia jest górna, jajowata, elipsoidalna lub kulistawa, naga lub owłosiona. Szyjka słupka pojedyncza, nitkowata, zakończona punktowym znamieniem.
OwoceKulistawe lub nerkowate pestkowce, na powierzchni gładkie lub pomarszczone. U niektórych gatunków wiatrosiewnych ze skrzydełkami powstającymi z trwałych płatków. Egzokarp brązowy, czerwony do czarnego. Owoc zawiera jedno nasiono.

## Systematyka
Jeden z rodzajów z rodziny nanerczowatych Anacardiaceae zaliczany do podrodziny Anacardioideae Arnott i plemienia Anacardieae, blisko spokrewniony m.in. z rodzajami mango Mangifera i nanercz Anacardium. Do rodzaju tego zaliczane są gatunki dawniej wyodrębniane w osobny rodzaj Melanorrhoea.
Wykaz gatunków
- Gluta aptera (King) Ding Hou
- Gluta beccarii (Engl.) Ding Hou
- Gluta cambodiana Pierre
- Gluta capituliflora Ding Hou
- Gluta celebica Kosterm.
- Gluta compacta Evrard
- Gluta curtisii (Oliv.) Ding Hou
- Gluta elegans (Wall.) Kurz
- Gluta glabra (Wall.) Ding Hou
- Gluta gracilis Evrard
- Gluta laccifera (Pierre) Ding Hou
- Gluta lanceolata Ridl.
- Gluta laosensis Tagane, Kameda, Phouphasouk, Souladeth[7]
- Gluta laxiflora Ridl.
- Gluta longipetiolata Kurz
- Gluta macrocarpa (Engl.) Ding Hou
- Gluta malayana (Corner) Ding Hou
- Gluta megalocarpa (Evrard) Tardieu
- Gluta oba (Merr.) Ding Hou
- Gluta obovata Craib
- Gluta papuana Ding Hou
- Gluta pubescens (Ridl.) Ding Hou
- Gluta renghas L.
- Gluta rostrata Ding Hou
- Gluta rugulosa Ding Hou
- Gluta sabahana Ding Hou
- Gluta speciosa (Ridl.) Ding Hou
- Gluta tavoyana Hook.f.
- Gluta torquata (King) Tardieu
- Gluta tourtour Marchand
- Gluta travancorica Bedd.
- Gluta usitata (Wall.) Ding Hou
- Gluta velutina Blume
- Gluta wallichii (Hook.f.) Ding Hou
- Gluta wrayi King